# Cinema propagandístic
El cinema propagandístic és un gènere cinematogràfic que utilitza el llenguatge audiovisual amb la finalitat de promoure ideologies, valors o interessos polítics, socials o culturals. Sovint vinculat a contextos de conflicte, governs autoritaris o campanyes ideològiques, aquest tipus de cinema combina elements narratius i estètics per influir en l’opinió pública i mobilitzar la societat en favor d’una causa determinada. Al llarg de la història, ha estat una eina poderosa utilitzada per règims i moviments de diverses orientacions ideològiques, des de les democràcies fins a les dictadures.

## Context
Des de la prehistòria existeixen les històries i els contes, només cal veure les pintures rupestres que, de manera senzilla, són una petita narració per pregar que vagi bé la caça o per explicar un episodi amb algun animal. De fet podríem considerar que les pintures rupestres són un antecedent als còmics.
Amb els anys es van anar inventant narracions més complexes, des de contes com la Ventafocs o la Blancaneu fins a la pròpia Bíblia (en la qual molts creuen). El que és clar és que tots aquests contes intentaven donar-nos un missatge i ensenyar-nos alguna cosa. Per exemple, la caputxeta vermella té un missatge molt fort per prevenir als nens d'anar sols i per dir-los que han de fer cas als seus pares (quasi podem dir que representen un nen innocent i l'home desconegut que ofereix caramels). Fins i tot la Bíblia té un missatge molt fort darrere, per alguns és una manera d'ensenyar la benevolència de Déu i documentar les seves bones accions, per altres, era una manera de tenir al poble a ratlla en èpoques antigues. Els ensenyaven, a través dels diversos episodis bíblics, com havien de comportar-se i el que els passaria si es comportaven malament.
Amb la impremta els llibres es van fer molt més accessibles per la gent, i tots els missatges dels llibres també arribaven molt més. Per tant, l'aparició del cinema va suposar una nova manera de relatar històries, de manera molt accessible i fàcil. Tots els missatges que contenien els llibres van passar a estar al cinema, cosa que va suposar que aquest es convertís en una fortíssima arma per establir pràctiques culturals i idees en la gent.

## Història
Potser en un inici els directors no s'adonaven de la importància del cinema i de la forta arma ideològica que podia suposar, però amb els anys es vana anar adonant de la seva força i de la seva importància i vana anar millorant les seves tècniques per donar-li encara més força.

### David Wark Griffith
Va ser un director cinematogràfic estatunidenc considerat un dels pares del cinema modern i creador del llenguatge cinematogràfic. Va ser pioner en la utilització d'algunes tècniques com el primer pla o el flashback. Abans de Griffith, les pel·lícules eren curtes, anecdòtiques, en lloc de dramàtiques, i produïdes, interpretades i muntades amb pocs mitjans i poca qualitat. Es pot afirmar que va ser ell qui va establir les bases del llenguatge cinematogràfic amb uns recursos expressius com els canvis d'escala en els enquadraments dels plans, el fos-encadenat, l'establiment d'eixos entre plans, el flashback i molts altres que seran mundialment coneguts i utilitzats al llarg de tota la història del cinema fins als nostres dies.
Les seves pel·lícules tenen un clar component propagandístic i van marcar un precedent i una manera de fer en la història del cinema, no només a nivell tècnic, com ja hem esmentat més amunt, sinó també a nivell narratiu. Argumentalment les seves pel·lícules es fonamenten en idees maniquees, generant una clara distinció entre el bé i el mal. Griffith reflecteix la seva opinió moral tot etiquetant successos i personatges com a bons i dolents per tal d'establir un esquema dualista basat en parelles antònimes, pobre-ric, negre-blanc, dona-home... que com a rerefons tenen l'única divisió existent per a ell: heroi-malvat. Aquesta base moral maniquea, present al llarg de tota la seva obra, s'estabilitza culturalment en gairebé tota la producció cinematogràfica de la costa oest dels Estats Units que, en apoderar-se de l'hegemonia cultural del cinema occidental, l'exportarà en gran manera a la resta del món.

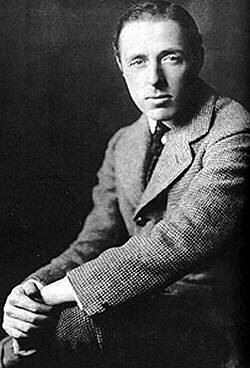
D.W.Griffith

En alguns dels seus curts, seguint un tema edificant del moment, lluita contra l'alcoholisme com a What Drink Did (1909) o a The Day After (1909). També va dirigir alguns curts on intentava promoure el pensament religiós narrant històries d'homes que havien recuperat la fe perduda, The converts (1910), o dones que estan en el mal camí i son reconduïdes per sacerdots, To save her soul (1909).
A més de tot això, el llargmetratge més estudiat i criticat pel seu component propagandístic és The Birth of a Nation (El nacimiento de una nación, 1915), on narra els esdeveniments més importants de la història dels Estats Units, amb un fort component racista. En aquesta pel·lícula, Griffith menysprea la gent de color i arriba a glorificar la creació del Ku Klux Klan. Tot i així, és una obra de referència històrica, doncs és el primer llargmetratge (190 minuts) amb autèntica coherència argumental. Al 1916, va dirigir una altra pel·lícula que també ha passat a la història pel seu component ideològic, Intolerance, feta per esborrar les acusacions racistes sobre ell, on es narren diversos relats històrics injustos, simultàniament. En aquest film es crítica el despotisme i les injustícies de qualsevol tipus.

### Cinema durant la primera guerra mundial
En el moment en què va esclatar la Primera Guerra Mundial, el cinema tenia només uns vint anys d'història i estava en procés de canvi i descobriment. Estaven començant a sorgir les indústries nacionals i per primera vegada la guerra, i les seves atrocitats, eren gravades i retransmeses. La guerra va ser enregistrada en films i documentals que van servir com a propaganda, ja que l'audiovisual es va convertir en el mitjà de difusió més ràpid, a més a més no era necessari saber llegir ni ser un gran estudiós per entendre’l.
Durant la guerra, el cinema va patir grans canvis. L'hegemonia cinematogràfica va passar de França als Estats Units, que l'ha conservada fins avui en dia. A causa de la Gran Guerra va sorgir un nou gènere cinematogràfic, el bèl·lic, que ha passat a la història com un dels grans gèneres cinematogràfics en el qual es van anar formant grans tòpics argumentals que han arribat als nostres dies. A més, aquest gènere ha estat una gran eina propagandística al llarg de tota la història del cinema. Els directors han plasmat el seu enuig o la seva aprovació envers la guerra. Les pel·lícules es posicionaven, i es posicionen, en un bàndol o un altre i la seva arbitrarietat en la clàssica divisió entre bons i dolents era i és evident. Els governs van començar a utilitzar aquest nou gènere per produir pel·lícules que fomentessin els seus interessos i les seves i preferències envers la guerra. També es van utilitzar films i gravacions fetes durant les batalles per a adoctrinar i motivar els propis soldats.
Molts cineastes van crear cinema crític amb el conflicte bèl·lic a través de la sàtira, com Charles Chaplin a Shoulder Arms (1918), un film que tracta sobre un soldat que és entrenat i enviat al front. Allà actua de manera heroica i és recompensat, finalment és tot un somni. Alguns directors van utilitzar el drama per fer crítiques, com Abel Gance a J’accuse (1919), que tracta sobre dos homes, el marit d'una dona i l'amant d'aquesta, que es reuneixen en el front. Aquesta pel·lícula mostra només un exemple de les destrosses de la guerra, hi ha moltes en l'època que ho fan. També va haver moltes produccions posteriors reflectint les atrocitats i conseqüències de la guerra i les seves conseqüències com La gran desfilada (The Big Parade, 1925) de King Vidor, o Camins de glòria (Paths of Glory, 1957) de Stanley Kubrick, un dels films més famosos sobre el conflicte on el director narra, a través d'un film antibèl·lic, com l'exèrcit francès és derrotat estrepitosament en intentar aconseguir una zona estratègica i el general, un dels responsables de la missió, juntament amb un consell de guerra decideix agafar tres soldats a l'atzar, acusar-los de covards i condemnar-los a mort. Aquesta pel·lícula és una clara crítica als conflictes armats i, des del meu punt de vista, és també una clara crítica a l'organització jeràrquica i absolutista dels exèrcits.
D'altra banda, es van començar a popularitzar els documentals bèl·lics, que es van fer servir com a informatius per a les famílies que tenien membres en el front o ciutadans interessats en el conflicte. Aquests documentals també van servir per a què els bàndols es fessin propaganda per tal d'augmentar la moral de les tropes i per a manipular el pensament i l'opinió envers el conflicte.

### Expressionisme alemany

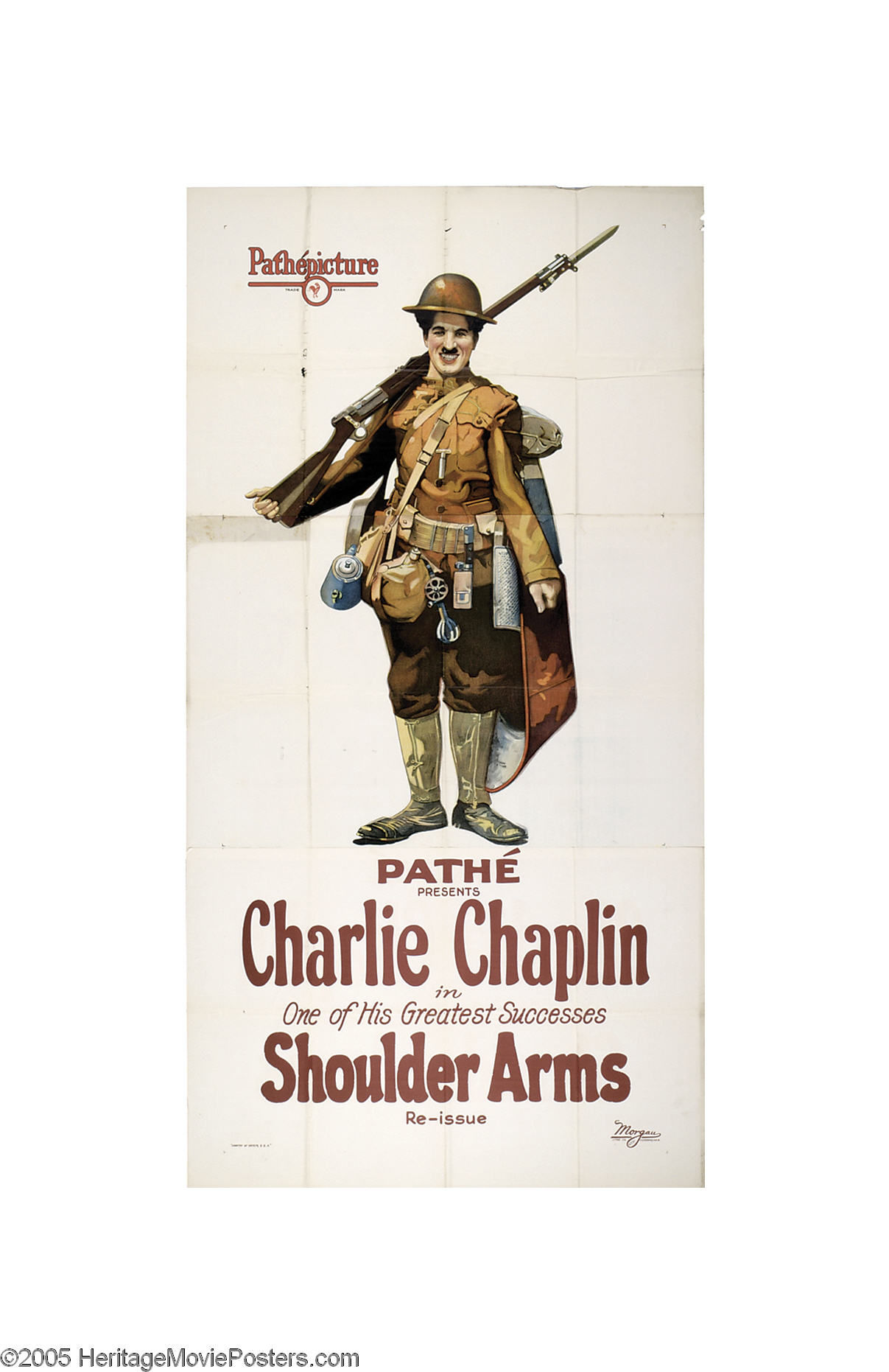
Shoulder arms

A l'inici de la Primera Guerra Mundial, el cinema alemany va decaure, però la situació es va estabilitzar bastant ràpid. El país començà a fer produccions cinematogràfiques, no només amb una finalitat lúdica, sinó també informativa. A l'inici, els militars alemanys no volien que es filmés gaire al front i hi havia molta censura d'imatges i de pel·lícules bèl·liques, però al 1917, després de veure l'èxit de les produccions propagandístiques dels aliats, funden la Bufa per a fer cine de campanya i propagandístic. A mesura que l'èxit d'aquest cinema creix, hi ha més pressupost per a millorar el prestigi del sector i la població es comença a evadir de la guerra amb cinema de ficció fet per elevar la moral. L'expressionisme va ser un moviment cultural sorgit a Alemanya a principis de segle plasmat en moltes arts. Va ser un moviment força heterogeni, basat en la defensa d'un art més personal i intuïtiu on predominava la visió interior de l'artista front la plasmació de la realitat. En el cinema, aquest moviment no va arribar fins a la fi de la Primera Guerra Mundial i es caracteritzà per utilitzar molts contrastos i clarobscurs, provocant una estètica tètrica. També hi destaca la utilització de grans decorats en lloc de paratges més reals. A través d'aquestes tècniques i moltes altres, intenten expressar sentiments i emocions per sobre de la realitat. Utilitzaven aquestes tècniques d'il·luminació, aquest decorats extrems i l'actuació sobrepassada dels actors per a suscitar en l'espectador un sentiment de por, misteri i suspens.
A través dels films expressionistes els autors van plasmar el reflex moral del desequilibri social i polític del moment, ja que en l'època de postguerra, Alemanya estava sumida en una forta crisis i hi havia molts canvis sociopolítics. Van utilitzar el cinema per fer una clara crítica a la situació de desequilibri i desconcert del moment. Molts autors van fer una reflexió sobre l'estat i el seu funcionament. També era molt freqüent mostrar la naturalesa dual de l'home i presentar a grans malvats, com poden ser dictadors, monstres o inorgànics que cobren vida com a Metropolis (Metròpolis, 1927) de Fritz Lang. En el cinema expressionista era quasi imprescindible la utilització de símbols per a traduir la mentalitat dels personatges, el seu estat d'ànim o les seves intencions. A través de la simbologia, els directors també suscitaven reaccions psíquiques de l'espectador que l'orientaven cap a uns ideals.
Començant per la primera pel·lícula expressionista, Das Kabinett des Dr. Caligari (El gabinete del Doctor Caliºgari, 1920) de Robert Wiene, on ja es pot veure una forta crítica a l'estat. El director critica l'actuació del govern a la guerra a través d'una metàfora on el Dr. Caligari, representant l'estat, indueix un somnàmbul, el poble, a cometre assassinats, la guerra. Al llargmetratge de Metròpolis també hi ha una crítica social forta. A l'inici de la pel·lícula hi ha una crítica a l'explotació del proletariat per part d'uns pocs rics, però a mesura que avança el film també crítica l'acte revolucionari dels treballadors explotats per guanyar drets laborals. En conclusió, podem dir que Metropolis no és exactament una crítica a l'estat, sí defensa les reformes socials de la prole, però sempre a través d'un pacte entre un representant d'aquesta i el ric més poderós. Un pacte que és possible gràcies a un intermediari, un ric que ha vist l'explotació i empatitza amb el poble, “el mediador entre el cerebro y las manos debe ser el corazón” (frase clau de la pel·lícula).

### Cinema Soviètic
a Rússia el cinema ja era prou conegut abans de la revolució comunista. Durant el període tsarista va néixer aquest nou art a Rússia. Al 1908 van produir el seu primer curtmetratge Stenka Razin de Vladímir Romàixkov i a partir de 1910, quan es va produir la primera pel·lícula d'animació russa: Lucanus Cervus de Vladislav Starèvitx, va començar una rica tradició per tota l'Europa de l'Est.
Després de 1917, amb la revolució bolxevic, el cinema de la zona va canviar radicalment. Tot i que abans de 1917 hi va haver cinema propagandístic i ideològic en molts llocs d'occident, es pot dir que la Rússia comunista va ser la primera en adonar-se’n veritablement de la importància d'aquest medi. Lenin va dir “De totes les arts, el cinema és per nosaltres la més important”. Tenint en compte que en la Rússia de l'època hi havia moltíssim analfabetisme, el cinema, juntament amb la ràdio, era el mitjà artístic més senzill per arribar a tothom. L'URSS va decidir utilitzar el cinema com a mitjà revolucionari, investigant les seves capacitats pedagògiques. A través de films i documentals intentaven estendre els ideals comunistes, no només per Rússia, sinó també arreu del món. El cinema estava al servei de la revolució.
Del 1917 al 1921, mentre durava la Guerra Civil, va haver un estancament cinematogràfic, però va servir de pràctica per als directors, ja que a la fi de la guerra, quan el comunisme va prendre el poder, el nou govern va invertir molts recursos en aquest mitjà de difusió. Volien mostrar el triomf de la revolució i no només mostrant el que passava sinó fent-ho de manera revolucionària, per intentar inculcar-lo i fer propaganda ideològica. El govern exigia un cinema de qualitat i bona producció. Aquesta creença i fe en la capacitat difusora del mitjà va provocar que els directors posessin en pràctica moltíssimes innovacions tècniques i estètiques. A part del gran compromís del cinema amb la revolució, aquest també es va caracteritzar per tenir un gran interès en el muntatge i la fotografia. Els cineastes jugaven amb l'espai i el temps, mitjançant trucs de muntatge aconseguien crear emocions, sentiments i idees en l'espectador. Hi va haver innovacions tan importants com l'efecte Kuleixov, que mostra com el significat d'un pla està subordinat al context visual dels plans anteriors i posteriors, evidenciant que una seqüència és un conjunt d'imatges que construeixen un significat. En les pel·lícules soviètiques, no només el contingut argumental era revolucionari sinó que la manera de narrar ja ho era. És a dir, amb les mides i angulacions dels plans, el muntatge i l'estètica ja induïen a unes idees comunistes, això ho feien, per exemple, a través d'un muntatge intel·lectual d'atraccions.
Alguns dels cineastes més importants durant els anys 20 van ser Serguei Mikhàilovitx Eisenstein, que potser és considerat el màxim representant del cinema soviètic, Dziga Vèrtov que va revolucionar el món del documental amb Chelovek s kino-apparatom (El hombre de la cámara, 1929), Lev Kuleixov que, a banda de les seves grans innovacions tècniques, també va ser un gran director amb films com Neobychainye priklyucheniya mistera Vesta v strane bolshevikov (Las extraordinarias aventuras de Mr.West en el país de los bolcheviques, 1924). Una de les pel·lícules més importants dels inicis del cinema soviètic és Bronenosets Potyomkin (El acorazado Potemkin, 1925) d'Eisenstein, que tracta sobre la revolta d'uns mariners contra els seus oficials pel mal tracte que reben i està basada en fets reals ocorreguts en la frustrada revolució de 1905. En realitat, la pel·lícula és un metàfora de la revolució russa, els oficials representen l'imperi tsarista i els mariners representen el poble. A través de la simbologia i la manera de narrar, hi ha una clara component propagandística que exalta el moviment revolucionari, per exemple, l'absència d'un protagonista concret exalta els moviments col·lectius i els protagonismes corals posant en relleu la importància de la unió del poble en front dels poders burgesos. Aquesta pel·lícula és un clar exemple de la comunió entre el fons i la forma per a enviar un missatge revolucionari a l'espectador.
Durant els anys 30, a causa de La Gran Purga, el cinema soviètic encara es va tornar més propagandístic, però a causa de la forta censura aplicada pel nou líder, Stalin, la producció va disminuir. Amb l'aparició del cinema sonor, els directors ja consagrats com Eisenstein o Kuleixov van anar perdent protagonisme, a més, a causa del rigorós control de Stalin sobre la producció cinematogràfica, alguns films no van arribar a veure la llum. Es van fer molt famosos altres directors com Grigori Alexandrov, gràcies a les seves comèdies com Vesyolye rebyata (Los alegres muchachos, 1934). També es va començar a popularitzar el cinema biogràfic de persones importants i van crear una mitologia ideològica sobre la Gran Revolució. El cineasta Mijaíl Romm, amb pel·lícules com Lenin v oktyabre (Lenin en Octubre, 1937) o Lenin v 1918 godu (Lenin en l'any 1918, 1939), va iniciar una llarga tradició Cartell de Lenin v oktyabre. de films sobre el líder de la revolució.  
Durant la Segona Guerra Mundial, la producció soviètica es va dedicar a fer films propagandístics per mostrat l'heroisme del poble rus. Van arribar a fer pel·lícules molt famoses arreu del món en contra els nazis com Razgrom nemetskikh voysk pod Moskvoy (Moscu contraataca, 1942) de Leonid Varlámov i Iliá Kopalin (guanyadora d'un Oscar) que tracta sobre la batalla de Moscou, o Raduga (Arco iris, 1944) de Mark Donskoy, un drama que tracta sobre una guerrillera apressada pels nazis que no traeix les seves companyes malgrat el mal que li fan passar. A part de les pel·lícules reivindicatives anti-nazis i propagandístiques de l'exèrcit rus, també van fer vàries produccions de comèdies més lleugeres per distreure la gent. Eisenstein va fer el seu darrer gran èxit, Ivan Groznyy (Iván el Terrible, 1944), film sobre el tsar Rus del segle xvi, del que la segona part va ser censurada per Stalin.

### Cinema de la segona guerra mundial i nazi

#### Cinema nazi
Durant la Segona Guerra Mundial, el cinema es va convertir en una de les armes propagandístiques més fortes. Tant un bàndol com l'altre van utilitzar el cinema massivament per adoctrinar, implantar idees, fer publicitat i per menysprear l'enemic. Durant els anys trenta, la consolidació del cinema sonor i els nous gèneres, van provocar que gairebé tothom anés al cinema molt sovint. Abans d'iniciar una pel·lícula, hi havia un noticiari, que es va utilitzar molt per intentar reclutar gent. La producció cinematogràfica va ser molt extensa i en aquest apartat la tractaré dividint-la en els dos bàndols, els aliats i els nazis, parlant de manera bastant general. També s'ha de tenir en compte que durant la guerra no només es va utilitzar el cinema de ficció com a propaganda, sinó que també es van utilitzar molts altres recursos, com els documentals, els cartells o els anuncis. Utilitzaven qualsevol tipus de pel·lícula per adoctrinar, drames, comèdies, musicals... i sobretot cinema bèl·lic, que va agafar un gran impuls i va anar consolidant-se més com un gran gènere cinematogràfic. No només el gènere bèl·lic va patir una gran evolució amb la guerra, sinó que, igual que moltes altres indústries, el conflicte va suposar una gran transformació i desenvolupament en el cinema en general.
El nazisme va elaborar un gran i poderós sistema de propaganda, va ser la seva arma més potent per atraure les masses i aconseguir més aliats. Entre Adolf Hitler i Joseph Goebbels (el ministre de propaganda) van convertir el cinema en el millor recurs de reclutament i ja van començar a utilitzar-lo molt abans de l'inici de la guerra. Van utilitzar molts recursos per intentar implantar en la gent el pensament nazi i que aquesta el veiés com una ideologia moral i correcta, a través de la forta censura, l'apropiació de tots els mitjans a Alemanya, la prohibició de la crítica cinematogràfica i la instauració d'un premi al cinema nacional. D'aquesta manera, van aconseguir, en bona part de la població, implantar un pensament i una ideologia nazis.

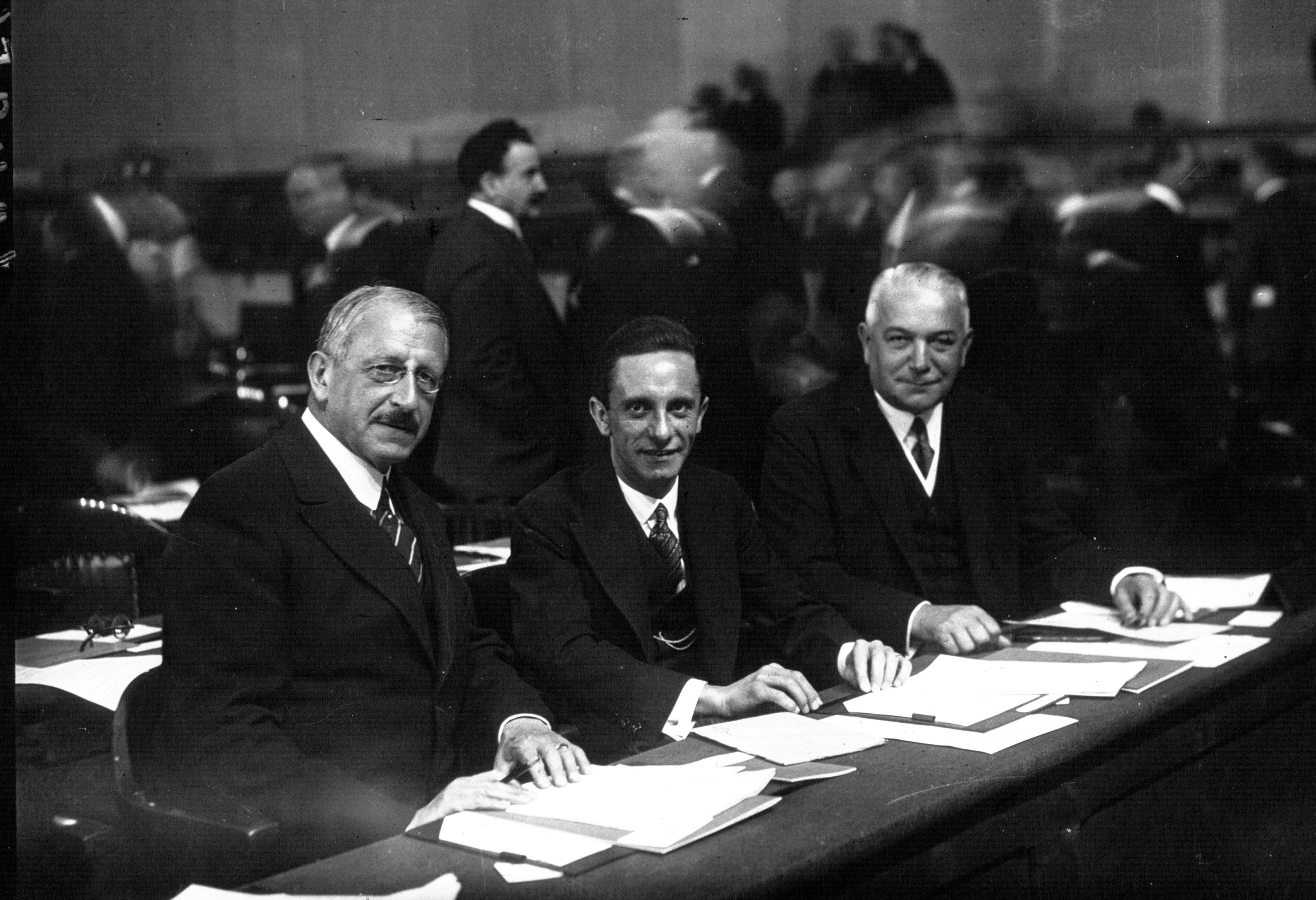
Von Keller, Goebbels, Von Neurath, 1933

No tenien cap tipus d'escrúpol en utilitzar la propaganda cinematogràfica de la més cruel i persuasiva, veient el cinema com un mitjà per arribar a una fi, l'adoctrinament total de la societat, i el màxim suport popular possible. A través dels seus films, van enviar, sobretot, missatges antidemocràtics, anticomunistes i antisemites.
El personatge més important en el desenvolupament del cinema nazi va ser Joseph Goebbles. Va innovar moltíssim en tècniques cinematogràfiques i en tot tipus de tècniques publicitàries i de campanya. Goebbels va inventar nous recursos cinematogràfics per adoctrinar. Centrava l'atenció en els errors dels enemics i en les virtuts dels amics, unificava l'enemic i el plantejava com un únic adversari, fent creure a la gent que tothom pensava d'una manera determinada etc. Moltes d'aquestes tècniques eren tan eficaces que encara s'utilitzen avui en dia.
SA-Mann Brand (1933) de Franz Seitz portava a la pantalla el patiment alemany anterior al règim nazi, que va ser un dels primers temes en utilitzar-se. Tractava d'un home que en veure el que pateix el seu país decideix unir-se al partit nazi i és acusat pel seu pare de ser un somiador socialista que creu en la democràcia de la república. Clarament, amb aquest film s'intenta vendre la imatge de què el parit nazi era el futur per a una Alemanya democràtica i justa, imatge que es va mostrar en molts altres films.
La pel·lícula Der Grosse König (El gran rey, 1942) de Veit Harlan explica la vida de Frederic II el Gran de Prússia, perfecte exemple del model de líder prussià. En aquest film el director no realitza un vincle directe entre Frederic i Hitler, però deixa que el públic ho faci deixant entreveure que Hitler estava disposat a sacrificar-se per Alemanya.
A part d'honorar als seus, el cinema nazi també volia estendre l'odi cap als enemics i per això va haver un gran nombre de films amb aquesta intenció. A Bismarck (1940) de Wolfgang Liebeneiner, mostren als comunistes com borratxos addictes als plaers carnals. A Ohm Krüger (El presidente Krüger, 1941) de Hans Steinhoff, Karl Anton i Herbert Maisch, es narra l'enfrontament entre bòers i britànics des del punt de vista d'Oom Paul i Paulus Kruger, presidents de Transvaal a Sud-àfrica i líder dels bòers durant la guerra contra els britànics, que malgrat perdre, van aconseguir grans alabances per la seva valentia. Aquest és un film fet per atacar als britànics. Una de les pel·lícules que tocava un dels punts principals de la ideologia nazi, l'antisemitisme, era Jud Süß (El judío Süß, 1940) de Veit Harlan on s'explica la història d'un jueu egoista que promou la immigració i el contraban de jueus a la ciutat de Württemburg. Segurament, l'antisemitisme va ser un dels temes més tractats pels nazis però també promovien l'odi cap a molts altres grups com els musulmans, els republicans, els homosexuals i molts d'altres que també estan plasmats en molts dels seus films.

#### Cinema dels aliats
Els aliats també van produir molt cinema anit-nazi i de motivació per als soldats i als ciutadans. També hi va haver una bona part del cinema i la propaganda destinada a encoratjar les dones a fer treballs “d'homes” mentre ells estaven a la guerra i ajudar i cuidar als soldats. La major part del cinema dels aliats provenia dels grans estudis de Hollywood. Malgrat els Estats Units no van entrar en la guerra fins al 1942, 
van estar produint cinema al respecte des de bastants anys abans. Directors com Fran Capra, William Wyler, John Huston, John Ford o George Stevens van arribar a renunciar a les comoditats que tenien, les seves carreres i les seves famílies per anar a la guerra i enregistrar-la. Van desplaçar-se a camps de batalla per gravar el conflicte, però també van produir pel·lícules de ficció com Mrs.Miniver (La senyora Miniver, 1942) de William Wayler, on s'explica la història d'una família nord-americana d'un poble que sobreviu als bombardejos alemanys i l'experiència de la dona que té el marit i el fill a la guerra.
Quan Estats Units va unir-se a la guerra, el govern es va començar a adonar de l'ajuda que proporcionava el cinema per vendre-la i per reclutar ciutadans i va començar a fixar-se molt en les pel·lícules que produïa Hollywood. Això va tenir la seva part bona, però també va tenir una part no tan bona. Fran Capra i William Wayler van voler fer una pel·lícula per ensenyar que tots els soldats eren iguals, independentment de la raça, però quan van començar a investigar, es van adonar de què en les bases militars hi havia molt racisme. El govern va demanar a Wayler (el director) que ocultés els soldats negres i ignorés el racisme. En aquest punt, Wayler va deixar el projecte, però un temps després Capra el va continuar, amb un altre director i un guionista afroamericà, i van fer el documental The Negro Soldier (El soldado negro, 1944) de Stuart Heisler, on van intentar animar als soldats negres i motivar-los per a la guerra. Un altre dels problemes que va tenir aquesta forta implicació governamental va ser una lluita cinematogràfica interna amb Gran Bretanya, on molts cineastes van ser obligats a falsejar escenes de guerra i fer-les passar per reals. A més a més, també és important mencionar que una gran manera d'entretenir els soldats i animar la població era a través dels dibuixos animats, molts cops de Disney. Algunes d'aquestes animacions només podien ser vistes pels soldats, altres no. En aquests dibuixos animats es feia una gran distinció racista de l'enemic. Als alemanys els retrataven com un enemic humà i el verdader dolent era Hitler, en canvi als Japonesos els retrataven com essers inferiors, tots iguals, miops i amb unes dents molt grans, quasi no eren humans.
A Gran Bretanya, el Ministry of Information (MOI), un departament governamental fundat en acabar la Primera Guerra Mundial, va ser l'encarregat de controlar la publicitat i la propaganda. I en altres països aliats també va haver hi bastanta producció en contra del nazisme però la que va tenir més renom va ser la d'Estats Unit, ja que no van entrar en la guerra fins bastant tard, cosa que va produir que la seva economia no surtis tan perjudicada.
Alguns dels films més famosos d'aquella època que han arribat als nostres dies com a grans clàssics podrien ser: Casablanca (1942) de Michael Curtiz dels EUA, on es mostra la ciutat de Casablanca, lloc de pas de molts ciutadans que escapaven dels nazis, i com un gran fugitiu de l'exèrcit alemany necessita l'ajuda de Rick Blaine per anar-se’n, però resulta que la dona del fugitiu és l'ex parella d'en Rick. També la comèdia de The Great Dictator (El gran dictador, 1940) de Charles Chaplin va ser un gran èxit del moment i actualment és considerada un clàssic. La pel·lícula explica la història d'un jueu que escapa dels nazis i és idèntic a Hitler, cosa que provoca que el confonguin amb el dictador i es vegi obligat a fer un discurs. En aquest discurs, el jueu fa un crit a la pau i la igualtat, que acaba amb la Segona Guerra Mundial. Una de les escenes més famoses d'aquesta pel·lícula és la d'Adolf Hitler ballant amb una bola del món gegant i com aquesta li explota de tant jugar-hi.
Un altre punt remarcable sobre la Segona Guerra Mundial és que ha sigut la inspiració de moltíssimes pel·lícules de diversos països i gèneres. Algunes de les més famoses són American History X (Història Americana X, 1998, sobre l'arrelament del nazisme als Estats Units) de Tony Kaye, La vita è bella (La vida es bella, 1997) de Roberto Benigni, Schindler's List (La lista de Schindler, 1993) de Steven Spielberg o The Pianist (El pianista, 2002) de Roman Polanski i un més que llarg etcètera.

### Cinema durant la guerra freda als EUA
La Guerra Freda va ser un enfrontament tàctic, un enfrontament no declarat, sense ofensives militars, entre el corrent capitalista i el comunista dels quals els màxims representants eren els EUA i l'URSS respectivament. Va tenir lloc després de la Segona Guerra Mundial, 1947, fins al 1991, quan va caure l'URSS i el comunisme. Bàsicament va ser una època de molta tensió política entre aquestes dues potències que va afectar tot el món. Durant aquest període van tenir lloc molts conflictes indirectes com la guerra de Corea, del Vietnam o la crisis dels míssils de Cuba.
Per descomptat, el cinema va tenir el seu paper fonamental per fer propaganda ideològica i va passar a formar part dels mitjans de difusió oficials. Els Estats Units feia produccions anomenades “d'higiene” on advertien la població dels “perills dels rojos”. Els soviètic intentaven vendre els seus ideals del comunisme i crear una població crítica.
El cinema en el bloc capitalista se centrava en Hollywood, que ja era un sòlid sector econòmic. Durant els llargs anys que va durar la Guerra Freda el negoci de la producció va passar per diverses etapes. Abans de la Guerra Freda, entre els anys 20 i 30 ja es va començar a instaurar, en part gràcies a l'aparició del cinema sonor al 1927 amb The Jazz Singer (El cantante de Jazz) d'Alan Crosland, el Star System, que consistia centrar l'èxit d'una pel·lícula en els seus actors que esdevenien molt famosos i eren vistos en moltes pel·lícules diferents. Els actors es van convertir en icones per a la població i no només dins la pantalla gran sinó que la gent també seguia la seva vida privada. Las estrelles posseïen qualitats físiques i representaven el model de bellesa de l'època. Molts cops, la gent els veia com a objectes eròtics, tant als actors com a les actrius. El mètode del Star System és important perquè ha estat vigent durant tota la història del cinema de Hollywood i actualment encara és utilitzat.

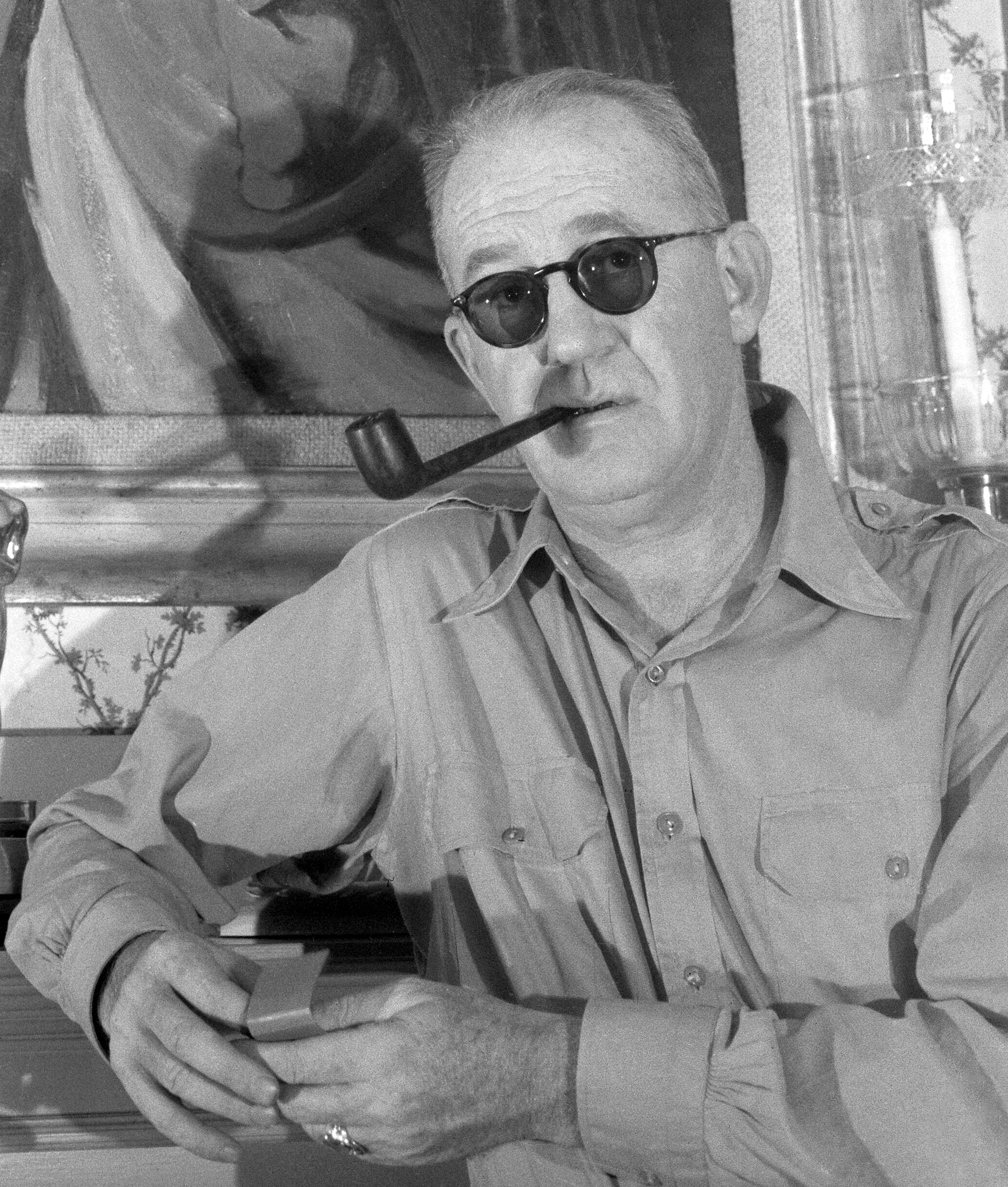
John Ford

Dels anys 30 als 60, més o menys, el cinema de Hollywood va passar per la coneguda com a “edat d'or”, on les pel·lícules es produïen com si fos en cadena. Durant aquesta època, es basaven en els principis de la continuïtat o l'edició “invisible”, on la càmera i la gravació de so no havien de cridar l'atenció sobre si mateixes, només eren un recurs per explicar una trama. Cada productora tenia les seves coses característiques i els actors acostumaven a treballar quasi sempre per les mateixes productores. La majoria de pel·lícules seguien patrons de gèneres molt marcats, western, comèdia, cine negre, musicals, cinema d'animació, biogràfic... Com que el cinema era purament un negoci, el que interessava era produir tant com fos possible i obtenir el màxim benefici i per això només buscaven fer el que li agradava a l'espectador, sense preocupar-se gaire per la qüestió més artística i original, amb excepcions. Hi va haver directors que es barallaven molt amb els estudis per imposar la seva visió artística, com Howard Hawks o Fran Capra. Durant els anys 40 van aparèixer noves tècniques de filmació gràcies principalment a Citizen Kane (Ciudadano Kane, 1941) d'Orson Welles, una pel·lícula de pressupost mitjà amb un bon guió i actors desconeguts pel gran públic que van decidir arriscar-se, ja que no seguia el patró de producció de l'edat d'or. També durant els anys 40 i 50 van agafar molta fama els westerns, amb films com Rio Bravo (1959) de Howard Hawks o My Darling Clementine (Pasión de los Fuertes, 1946) de John Ford.
Durant els anys 50, a Hollywood va començar el que és conegut com la caça de bruixes o el maccarthisme, un moviment polític que va consistir en la persecució del comunisme als Estats Units i en el que es van arribar fer judicis amb proves falses. El cinema va sortir molt perjudicat, ja que es va fer una llista negra amb el nom de moltíssims cineastes famosos que van ser processats i molts empresonats. “Els deu de Hollywood” van ser una sèrie de guionistes, directors, actors i productors acusats de comunistes i enviats a la ruïna professional. Alguns dels noms més destacats d'aquests deu de Hollywood són: Dalton Trumbo, guionista de pel·lícules com Thirty Seconds over Tokyo (Trece segundos sobre Tokio, 1944) de Mervyn LeRoy, John Garfield gran actor recordat per The Postman Always Rings Twice (El cartero siempre llama dos veces, 1946) de Tay Garnett o Abraham Polonsky, escriptor, guionista i director de pel·lícules com Tell Them Willie Boy is Here (El valle del fugitivo, 1969).
Als anys 60, principalment a causa de la fama de la televisió, va començar un cert declivi dels grans estudis cinematogràfics i del cinema en general. Després de la caiguda del sistema de producció de l'edat d'or, el cinema americà va començar a experimentar grans canvis argumentals, de producció i d'edició. Les pel·lícules s'acostumaven a aproximar més al drama i utilitzaven recursos com creuar la cronologia, fer finals inesperats i difuminar la línia que separa protagonista i antagonista per implicar més l'espectador. Als anys 70 Hollywood es va recuperar.
Durant aquesta època hi va haver films amb una clara propaganda anticomunista com One, Two, Three (1961) de Billy Wilder, però la majoria d'aquest anticomunisme estava camuflat en les pel·lícules que aparentment no es posicionaven ideològicament ni política. A través de petits comentaris criticant el règim comunista o mostrant la bellesa i les coses bones del capitalista fomentaven la idea de què el comunisme era dolent i que la verdadera felicitat es trobava en el capitalisme. A més com Hollywood tenia l'hegemonia cinematogràfica, les seves pel·lícules amb petites pulles anticomunistes es distribuïen per tots els països capitalistes, i encara que molts d'aquests no tinguessin censura i, per tant, els ciutadans també poguessin veure cinema comunista aquest no tenia bon fama i era vist com a cinema enemic.
Encara que no ens ho pugui semblar, avui en dia, tot i que l'URSS ja no existeix, hi ha alguns països comunistes i el cinema capitalista encara critica el comunisme introduint comentaris anticomunistes com a Watchmen (2009) de Zack Snyder, que està ambientada durant la Guerra Freda i en algun moment fan comentaris de l'estil “mejor votar a Nixon que a los comunistas” quan gràcies a Nixon els parlants estaven sent perseguits i assassinats.

## Webgrafia general
- Filmaffinity[20]
- IMDB[21]
- AllMovies[28]